# Eszeny
Eszeny (ukránul: Есень [Eszeny], korábban Яворове [Javorove]) falu Ukrajnában, Kárpátalján, az Ungvári járásban, közvetlenül a magyar–ukrán határ mellett.

## Földrajz
Munkácstól 35 km-re nyugatra, Ungvártól 25 km-re délre, a Tisza jobb partján, a magyar határ mellett fekszik. Az Ungvári járás délnyugati részén terül el. Északon határos Csappal, keleten Tiszaújfaluval, délen Szalókával, nyugaton pedig az államhatárral. A község a Kárpátaljai-alföld délnyugati részén terül el, a Tisza jobb partjának hordalékos teraszain.
Eszeny a peripannon törészónán fekszik, ami határt képez a Pannon-medence és a Kárpátaljai-síkság között. Prealpi aljzat komplexumát variszkuszi eredetű gránitoidák alkotják. Erre mezozoos mészkövek települtek több száz méter vastagságban, e képződmények az alpi tektonofázis hatására mélybe zökkentek. A mai felszínt a Tisza alakította ki.
A Kárpátok északkeleti-délnyugati csapású keresztirányú völgyei a pliocénben kezdtek kialakulni. Így ez időtől számítható Eszeny környékének feltöltődése is, mivel a Tisza allúviumán fekszik. Uralkodó formák a folyóhátak és a kisebb teraszok.
A község területén többféle talajtípust figyelhetünk meg. A Tisza mentén a folyó gyakori áradása következtében alluviális talaj alakult ki. A községhez tartozó területek nagy részén réti-mocsári talaj található. Viszonylag magas a talajok humusztartalma.

### Vízrajz
Nyugaton a község a Tiszával határos, északon pedig a Szernye-csatornával, amely Eszenynél torkollik a Tiszába. A községtől kb. 8-9 km-re folyik a Latorca.

### Éghajlat
A község az éghajlati viszonyokat illetően a mérsékelt éghajlati öv atlanti-kontinentális éghajlati területének délnyugati alegységéhez tartozik. Télen itt túlsúlyban vannak azok az éghajlati jellemzők, amelyeket a sarki front ciklonjai idéznek elő. Ezek a légtömegek délről nyugat felé áramlanak és a község fölé érve erősen lehűlnek, de mégis észrevehetően csökken itt a téli hatás. Nyáron a légtömegek áramlása az Azovi-anticiklon és a magas nyomású területek hatásának van alárendelve. A tavaszi évszak általában február utolsó harmadában köszönt be, de ez még nem a végleges tavasz. Ugyanis gyakoriak a lehűlések: éjjelenként még áprilisban és májusban is előfordulnak talaj menti fagyok. Az ősz októbertől kezdődik és néha decemberig is eltart. Egyes években még a december is enyhe, viszonylag meleg. Az évi középhőmérséklet 9,7 °C, a csapadék 665 mm, a levegő páratartalma átlagosan 67%-os.

### Élővilág
Valamikor a község területe az erdős-sztyeppes övezethez tartozott, ahol sztyeppes térségek váltakoztak lomblevelű ligeterdőkkel, de ezeket az erdőket mára már kiirtották. Csak a Szernye-csatorna jobb partján maradt meg egy kisebb, pár hektáros erdőfolt, amelyet többségében tölgy alkot. A folyók mentén csipkebogyó, akác, fűz, nyárfa honos. A legelőkön néhol megmaradt a sztyeppes fűtakaró. Sok a rágcsáló: egér, patkány, hörcsög és nyest. Néha a ragadozók közül rókával is találkozhatunk. A vadnyulak száma évről évre jelentősen ingadozik.

## Nevének eredete
Neve a magyar „Esze” személynévből ered.
A „Mic bán legenda” a következőképpen meséli el: „Történetünk egyik legnépszerűbb és egészen folklorisztikussá vált mendemondája a Mic bán család története. Szamosközy István és Alvinczy Péter jegyezte föl a hagyományt, mely szerint a XIII. század elején élt egy Mic bán, másként Simon nevű magyar úr, kinek felesége legyalázott, és elűzött egy koldusasszonyt, a miért három iker gyermek anyja. Bujaság jelének ítélte ezt a bő áldást. Isten ezért azzal büntette meg Mic bánnét, hogy egy év múlva hét fia született egyszerre. Szégyenében hat gyermekét egy vén asszonyra bízta, hogy veszsze el őket. A férj azonban fölfedezte a dolgot, a hat fiút titkon fölnevelte s mint felnőtt ifjakat vitte anyjuk elé. A néplegenda nevekkel nem igen törődik, de a tudományos szintű följegyzés megőrizte ama családok nevét is, a melyeknek a hét Mic bán-fiú lett az ősatyja; ezek a Csapy, Bocskay, Szürthey, Soós, Ráskay, Eszenyi és Kövesdy családok.”

## Történelem
Már az Árpád-korban lakott hely. A hagyomány szerint a tatárjárás után egy sánccal övezett erődítmény épült itt, amely valószínűleg 1676 után pusztult el. 1270-ben „Ezen” néven írják. 1358-ban a Baksa nemzetségbeli Simon pálos kolostort alapított itt. 1411-ben a Csapi család volt birtokosa. 1414-ben „Kysezen” néven nevezik. A pálosokat a 17. században az új református hitű birtokos, Csapy Ferenc űzte el.
A 18. század végén Vályi András így ír róla: „ESZÉNY. Magyar falu Szabólts Vármegyében, birtokosai Ormos, és más Urak, lakosai katolikusok, és reformátusok, fekszik Fényes Litkéhez nem meszsze, ’s filiája, a’ Kis Várdai járásban, Tisza partyához közel, határja jó termékenységű, tulajdonságai olly formák, mint Döge falujának, első Osztálybéli.”
Református temploma a kolostor anyagából épült 1794-ben, tornya 1812-ben készült el. 1815-ben felújították.
Fényes Elek 1851-ben kiadott geográfiai szótárában így ír a faluról: „Eszény, Szabolcs v. magyar falu, a Tiszán tul, Beregh vmgye szomszédságában: 22 romai, 12 g. kath., 670 ref., 24 zsidó lak., ref. anyatemplommal, termékeny határral, erdővel. Van 8 4/8 1-ső osztálybeli egész telke, F. u. hg. Eszterházy, gróf Fáy, Beregszászy, Bideskuthy s. m. t. Ut. p. Ungvár.”
Borovszky Samu monográfiasorozatának Szabolcs vármegyét tárgyaló része szerint: „Eszeny, kisközség, körjegyzőségi székhely, 275 házzal és 1726, nagyobbára református vallású lakossal. Postája és távírója Csap, vasúti megállóhelye a 225 számú őrház. 1355-ben »Ezen«, 1414-ben »Kysezen« néven szerepelt. 1356-ban már egy Fülöp és Jakab apostoloknak szentelt pálos kolostort említenek itt, melynek romjai még ma is láthatók. Egy másik rom állítólag a Miczbánok várkastélyának a maradványa. Egy XV. század első feléből származó okirat szerint, Csapi Ákos királyi engedélyt kért arra, hogy a községnél hidat vagy révet állíthasson fel. A XV. század második felében Zemplén vármegyéhez tartozott. 1411-ben a Csapi család volt a birtokosa, a XIX. század első felében pedig herczeg Eszterházy, Vay, gr. Fáy, br. Ghyllányi, Györöcskey, Oroszy, Szmrecsányi, Bölönyi, Eszenyi, Szerdahelyi, Bydeskúthy, Irinyi, Erős, Petrovay, Eördögh, Szentimrey, Somlyódy, Szögény, Ormos, Lónyay és jelenleg gróf Lónyay Béla, a Jármy család, báró Horváth Ferencz, gróf Forgách László és Reizmann Herman. A községben református templom van, mely 1779-ben épült, míg tornyát 1812-ben építették hozzá. A község nagy részét 1879-ben tűz pusztította el. Dülői közt sok érdekes elnevezésüt találunk, mint a Bating, Csarondaköz, Kovacsó, Vinczeszög, Abogya köze, Kondérszög, Remecz-ere, Völcsike, Mátyásszög, Libanyó, Nagy-Pozsony sár, Mike éger, Kernyicze, Dümicső, Bán fája, Szobontya, Luka, Fejér-Amsó oldal, Kis-Herebő, Övecske, Mosoncza, Csobodaéger, Kerepecz-patak, Tógyény, Hajdúirtás, Bátorszög, Szernye-patak, Kurna, Tót-irtás, Zahorna-ér, Fahós-ér, Hosszok, Kastély-domb, Szár-tó, Kesejő, Barosszög, Madaraska sűrűje, Görönczszomoga, Ördöngös-szög, Lucskagorond, Becsinhát, Kápolna, Vajta, Herebő, Amsószög, Taparicsa, Demjén laposa.”
1904-ben ismét felújították templomát. A trianoni békéig Szabolcs vármegye Tiszai járásához tartozott. Ekkor a mesterségesen létrehozott Csehszlovákiához csatolták. 1938–44 között visszakerült Magyarországhoz.
1945-ben Szovjetunióhoz csatolták a települést. 1991 óta Ukrajnához tartozik.

## Népessége
1910-ben 2013, túlnyomórészt magyar lakosa volt.
| 2001 | 1 675 |

A népesség anyanyelv szerinti megoszlása a teljes népesség %-ában (2001)

## Közlekedés
A települést érinti a Csap–Bátyú–Munkács–Lviv-vasútvonal. A falutól délnyugatra található a csak teherforgalom számára használható Tiszaszentmárton–Szalóka vasúti Tisza-híd.